# Robin Williams (remero)
Robin Williams (1960) es un deportista británico que compitió en remo. Ganó dos medallas en el Campeonato Mundial de Remo, plata en 1988 y bronce en 1989.

## Palmarés internacional
| Campeonato Mundial | Campeonato Mundial | Campeonato Mundial | Campeonato Mundial        |
| Año                | Lugar              | Medalla            | Prueba                    |
| ------------------ | ------------------ | ------------------ | ------------------------- |
| 1988               | Milán (Italia)     | Medalla de plata   | Cuatro sin timonel ligero |
| 1989               | Bled (Yugoslavia)  | Medalla de bronce  | Cuatro sin timonel ligero |